# Kudgi, Basavana Bagevadi
Kudgi là một làng thuộc tehsil Basavana Bagevadi, huyện Bijapur, bang Karnataka, Ấn Độ.